# شی تینگمائو
شی تینگامو (چینی: 施廷懋; پین‌یین: Shī Tíngmào; زادهٔ ۳۱ اوت ۱۹۹۱) شیرجه‌زن اهل جمهوری خلق چین است. وی در مسابقات جهانی ورزش‌های آبی ۲۰۱۱ برندهٔ مدال طلا شد و در بازی‌های المپیک تابستانی ۲۰۱۶ در مادهٔ سکوی ۳متر زنان، همراه با وو مینکسیا توانست مدال طلای این رشته را کسب کند.